# روساریو گاگلیاردی
 روساریو گاگلیاردی (انگلیسی: Rosario Gagliardi؛ ۱۶۹۸ – ۱۷۶۲) یک معمار اهل ایتالیا بود.